# (31496) Glowacz
1999 CU60 (asteroide 31496) é um asteroide da cintura principal. Possui uma excentricidade de 0.04515360 e uma inclinação de 2.20932º.
Este asteroide foi descoberto no dia 12 de fevereiro de 1999 por LINEAR em Socorro.